# Afrikansk hårløs
Afrikansk hårløs kaldes også Abyssinier sand terrier er en mellemstor terrier-lignende hund, der primært har været brugt som en jagthund på rotter og andre små skadedyr, men den lever for det meste som pariahhund og er ikke nødvendigvis en terrier. Racen anerkendt af Continental Kennel Club, men ikke af nogen anden stambogregister.